# Saint-Didier-de-Formans
Saint-Didier-de-Formans è un comune francese di 1 855 abitanti situato nel dipartimento dell'Ain della regione dell'Alvernia-Rodano-Alpi.

## Società

### Evoluzione demografica
Abitanti censiti